# Mühle (Symbol)

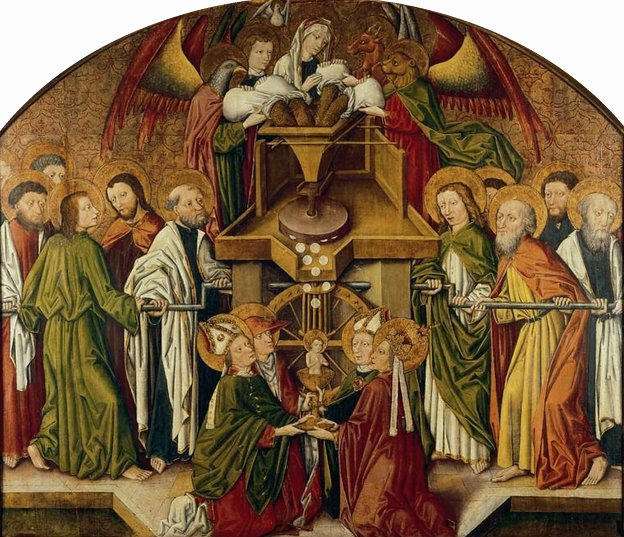
Hostienmühlenretabel (Ulmer Werkstatt um 1470)

Die Mühle ist ein künstlerisches Sinnbild des Mittelalters und der frühen Neuzeit. Sie zeigt die „Wesensverwandlung“ des Kornes zu Mehl in der heiligen Mühle, also die Erneuerung des göttlichen Bundes vom alten- auf das neue Testament. Die Umkehrung des Symbols ist die anrüchige Mühle, die auf Verderbtheit und Sündhaftigkeit hinweist.

## Auslegung und Rezeption
Die heilige oder mystische Mühle, auch Sakramentsmühle oder Hostienmühle, ist ein bekanntes Beispiel christlicher Allegorese (Sinn hinter dem Wortlaut) und erscheint zuerst im 12. Jahrhundert. Die Auslegung bezieht sich auf das Johannesevangelium (6,51), dort sagt Jesus: Ich bin das lebendige Brot, das vom Himmel herabgekommen ist. und später: (12, 24) Wenn das Weizenkorn nicht in die Erde fällt und stirbt, bleibt es allein; wenn es aber stirbt, bringt es reiche Frucht. Das Weizenkorn symbolisiert das Wort der alten Propheten, aus dem durch Mahlen das Mehl wird, aus dem die Hostie gebacken wird. Zu Beginn des 14. Jahrhunderts nennt nach diesem Sinne der Spruchdichter Barthel Regenbogen die Welt eine „Rätselmühle“ und Jesus einen „edlen Müller“ darin.

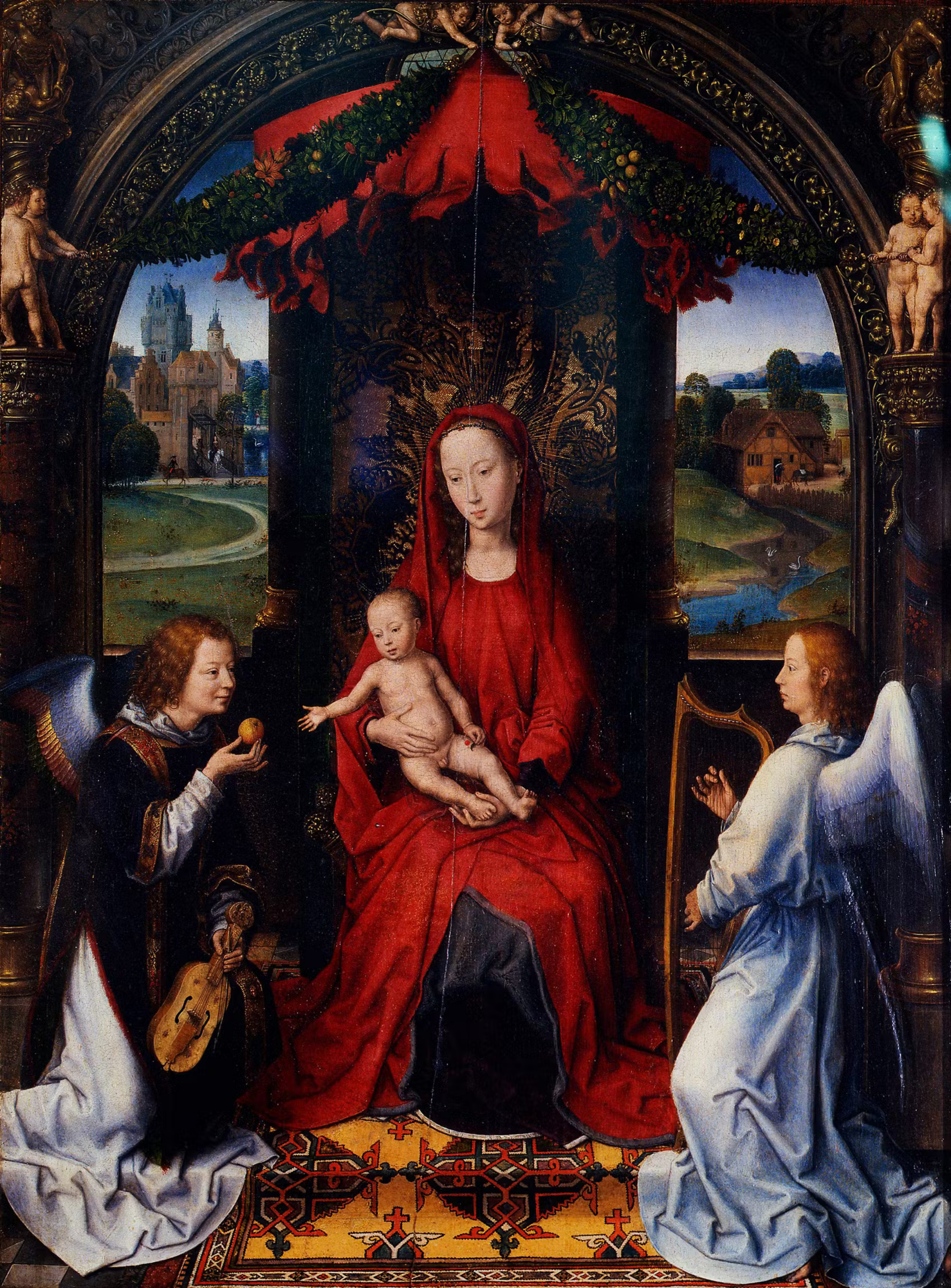
Hans Memling: Thronende Madonna mit Kind und zwei Engeln (ca. 1490)
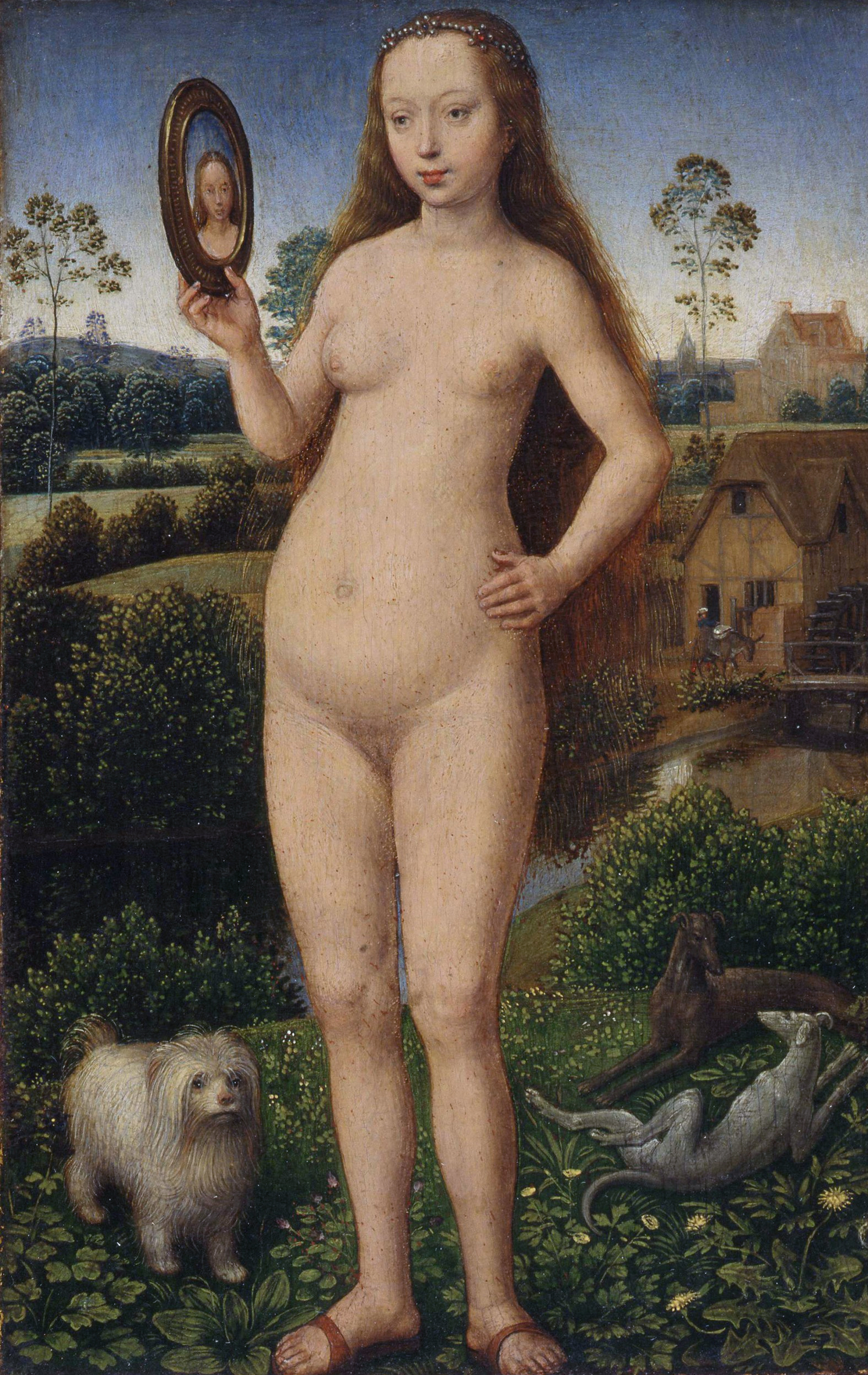
Mittlere Tafel des Triptychons der Irdischen Eitelkeit und der Himmlischen Erlösung (Vorderseite) um 1485

Im 15. Jahrhundert verlagerte sich die positive Bedeutung der Mühle allmählich auf die Gottesmutter Maria. Seit damals erscheinen im Hintergrund von Marienbildern derartige Bauwerke. Die Bedeutung eines Symbols orientiert sich jedoch am entgegengesetzten Sinn. In Hans Memlings „Triptychon der Irdischen Eitelkeit und der Himmlischen Erlösung“, ist deshalb zwischen Tod und Teufel als „Eitelkeit“ eine nackte lüsterne Frau zu sehen, rechts dahinter eine anrüchige Mühle.

## Etymologie
Das deutsche Wort Mühle (für Wassermühle) wurde aus dem spätlateinischen molina entlehnt (ahd: mulin oder muli) und verdrängte nach und nach die ältere germanische Bezeichnung quirn[a] (ahd.) bzw. kürn (mhd.) für Handmühle.
Das altgriechische mýllein bedeutet: zermahlen, Lippen zusammenpressen oder im übertragenen Sinn beischlafen. Das verwandte myllós bezeichnet die weibliche Scham.

## Belege
1. ↑  (Joh 6,51 EU)
2. ↑  (Joh 12,24 EU)
3. 1 2  Anita Albus: Die Kunst der Künste. Erinnerungen an die Malerei. Eichborn, Frankfurt am Main 1997, ISBN 3-8218-4461-2, S. 143 ff.
4. ↑  Duden, Herkunftswörterbuch. Etymologie der deutschen Sprache. 3., völlig neu bearbeitete und erweiterte Auflage. Dudenverlag, Mannheim u. a. 2001, ISBN 3-411-04073-4, S. 542.
5. ↑  Anita Albus: Die Kunst der Künste. Erinnerungen an die Malerei. Eichborn, Frankfurt am Main 1997, ISBN 3-8218-4461-2, S. 151 f.